# Нада Зекманова-Якимова
Нада Зекманова-Якимова (на македонска литературна норма: Нада Зекманова-Јакимова) е детска писателка от Северна Македония.

## Биография
Родена е на 2 юни 1917 година в окупирания от българските войски Скопие. Завършва педагогическо училище в родния си град и работи като просветна деятелка. Член е на Дружеството на писателите на Македония от 1972 година. Пише проза за деца и е автор на детски книги.

## Творчество
- Лет на Марс (разкази, 1972)
- Пролетни сказни (разкази, 1975)
- Новиот учител (разкази, 1981)
- Волшебна насмевка (разкази, 1983)